# Cantó de Lus e Sent Sauvaire
El cantó de Lus e Sent Sauvaire és un cantó francès del departament dels Alts Pirineus, situat al districte d'Argelèrs de Gasòst. Té 4 municipis i el cap cantonal és Lus e Sent Sauvaire.

## Municipis
- Lus e Sent Sauvaire
- Varètja
- Bèthpuei
- Shèsa
- Esquiesa e Cèra
- Estèrra
- Gavarnia
- Gèdra
- Grust
- Saligòs
- Sassís
- Sasòs
- Sers
- Vielar
- Biei
- Biscòs
- Visòs

## Història
| Data d'elecció                           | Identitat        | Partit                     | Qualitat |
| ---------------------------------------- | ---------------- | -------------------------- | -------- |
| 1945-1961                                | Antoine Beguére  | Divers droite              |          |
| 1961-1970                                | Georges Beguére  | Divers droite              |          |
| 1970-1994                                | François Abadie  | PRG                        |          |
| 1988-2oo1                                | Claude Massourre | PS                         |          |
| 2001-                                    | Jacques Béhague  | Divers droite, després UMP |          |
| les dades anteriors no són pas conegudes |                  |                            |          |
|                                          |                  |                            |          |

## Demografia
| 1962  | 1968  | 1975  | 1982  | 1990  | 1999   | 2006   |
| ----- | ----- | ----- | ----- | ----- | ------ | ------ |
| 3.426 | 3.644 | 3.621 | 3.916 | 4.183 | 10.561 | 10.665 |